# Olympische Sommerspiele 1976/Teilnehmer (Ecuador)
| Gelbes Symbol für Goldmedaillen mit stilisierten Olympischen Ringen | Graues Symbol für Silbermedaillen mit stilisierten Olympischen Ringen | Braundes Symbol für Bronzemedaillen mit stilisierten Olympischen Ringen |
| ------------------------------------------------------------------- | --------------------------------------------------------------------- | ----------------------------------------------------------------------- |
| —                                                                   | —                                                                     | —                                                                       |

Ecuador nahm an den Olympischen Sommerspielen 1976 in Montreal mit einer Delegation von fünf männlichen Athleten an acht Wettkämpfen in vier Sportarten teil. Ein Medaillengewinn gelang keinem der Athleten.

## Teilnehmer nach Sportarten

### Judo
- Enrique Del Valle
Leichtgewicht: in der 1. Runde ausgeschieden

- Jhonny Mackay
Halbmittelgewicht: in der 1. Runde ausgeschieden

### Ringen
- Marco Terán
Federgewicht, Freistil: in der 2. Runde ausgeschieden

### Schwimmen
Männer
- Jorge Delgado
100 m Freistil: Vorläufe
200 m Freistil: Vorläufe
100 m Schmetterling: Halbfinale
200 m Schmetterling: 7. Platz

### Wasserspringen
- Nelson Suárez
10 m Turmspringen: in der Qualifikation ausgeschieden